# Aridaeus princeps
Aridaeus princeps är en skalbaggsart som beskrevs av Carter 1934. Aridaeus princeps ingår i släktet Aridaeus och familjen långhorningar. Inga underarter finns listade.